# Métro léger de Kayseri
Le tramway de Kayseri (ou Kayseray) est un des systèmes de transport en commun desservant la ville de Kayseri, en Turquie.

## Histoire
En 2025, il comprend trois lignes, T1 : longue de 17,8 km, T2 : longue de 16,2 km, et T4.

## Réseau
Le réseau compte actuellement quatre lignes :
| Ligne | Trajet                       | Stations | Inauguration    | Longueur (km) | Temps trajet |
| ----- | ---------------------------- | -------- | --------------- | ------------- | ------------ |
|       | Organize Sanayi ↔ İldem      | 43       | 1er août 2009   | 27 km         | 70 min.      |
|       | Cumhuriyet Meydanı ↔ Talas   | 18       | 25 octobre 2014 | 10 km         | 30 min.      |
|       | Kumsmall AVM ↔ İldem         | 49       | 2 mars 2023     | 30 km         | 84 min.      |
|       | Cumhuriyet Meydanı ↔ Anayurt | 17       | 28 octobre 2023 | 9,7 km        | 29 min.      |